# Louis Boulanger
Pour les articles homonymes, voir Boulanger (homonymie).
Louis Candide Boulanger, né le 11 mars 1806 à Verceil dans le Piémont et mort à Dijon le 5 mars 1867,, est un peintre, graveur, lithographe et illustrateur romantique français.

## Biographie

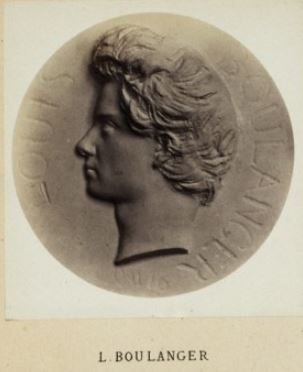
Louis Candide Boulanger, médaillon par David d'Angers.

Louis Boulanger s'inscrit en 1821 à l'École des beaux-arts de Paris, où il fréquente l'atelier de Guillaume Guillon Lethière et reçoit une solide formation classique. Il ne fait ensuite qu'une présentation au prix de Rome, en 1824, à laquelle il finit logiste. Élève de d'Eugène Devéria, dont il fait le portrait, il devient son compagnon  et un intime de Victor Hugo ainsi que des différents cénacles romantiques parisiens, fait décisif pour sa carrière. Il fréquente l'atelier La Childebert, au no 9 rue Childebert à Paris, où Lethière a son académie.
Il connait un grand succès au Salon de 1827 grâce à son Supplice de Mazeppa (Rouen, musée des Beaux-Arts), médaillé à l'occasion d'un Salon exceptionnel pour la nouvelle école, qui présente également La Naissance d'Henri IV d'Eugène Devéria et La Mort de Sardanapale d'Eugène Delacroix. Mais ce succès n'aura pas de lendemain dans la carrière du peintre. Il fait en outre le portrait de nombreuses personnalités de l'époque, dont Balzac en robe de moine (Tours, musée des Beaux-Arts) reste l'exemple le plus célèbre. Plusieurs œuvres de Louis Boulanger sont conservées à la maison de Victor Hugo de la place des Vosges à Paris. 
Sa production d'illustrateur comprend plusieurs ouvrages romantiques de Victor Hugo et d'Alexandre Dumas, ainsi qu'une série d'étranges lithographies aux thèmes fantastiques que l'on a coutume de rattacher à la veine ésotérique qu'exploitent certains artistes de cette période. La Ronde du Sabbat de Louis Boulanger, tirée par Charles Motte comme ses premières planches, est à elle seule une icône de cette tendance relevant du romantisme noir.
Nommé chevalier de la Légion d'honneur le 5 mai 1840, Louis Boulanger succède en 1860 à Alexis Pérignon au poste de directeur de l'École impériale des beaux-arts de Dijon, ainsi qu'au poste de directeur du musée des Beaux-Arts de la même ville, que son prédécesseur occupait également. Il assurera ses fonctions jusqu'à sa mort.

## Œuvre

### Salons
- 1827 : Supplice de Mazeppa[10] ;
- 1831 : Départ de Louis-Philippe pour l'Hôtel de Ville, en 1830[10] ;
- 1833 : Assassinat de Louis d'Orléans[10], Carlo et Ubaldo allant chercher Renaud dans les jardins d'Armide[10], La Mort et le Bûcheron[10] ; Muletiers espagnols, Portrait de M. de P., ecclésiastique espagnol, Portrait de M. de P., ecclésiastique espagnol ; aquarelles : Sujets tirés de Notre-Dame de Paris, de M. Victor Hugo, Sujet tiré de Béatrix Cenci, 'Le miracle de saint François, Prière à la Madone, La lecture dans le parc, Lancelot et Yseult[11].
- 1834 : Léonore[10] ;
- 1835 : Cantique de Judith[10], Saint-Marc écrivant l'Evangile[10], Les Noces de Gamache[10],[12] ;
- 1836 : Triomphe de Pétrarque[13] ;
- 1837 : Portrait de M. de B..., Portrait de M. le baron B..., Portrait de M. A.D., Portrait de M. A. F., Portrait de M. le docteur J.[14] ;
- 1853 : La Paix, Le roi Lear et son fou pendant la tempête, Portrait de Mme N...[15] ;
- 1865 : La Sainte Famille, « Ne crains rien, tu portes César et sa fortune. »[16] ;
- 1866 : hors concours, « Vive la joie! », Un concert picaresque[17].

### Expositions
- 1836 : Les Noces de Gamache[18], Exposition des produits de l'Industrie, Amiens ;
- 1851 : Bohémienne, souvenir de Séville, Ugolin et ses fils en prison, Exposition des beaux-arts, Bruxelles[19] ;
- 1855 : Saint-Jérôme et les Romains fugitifs, Portrait de M. de B..., Portrait de M. de P..., Exposition universelle de 1855[20].

### Liste illustrée d'œuvres de Louis Boulanger
| Image | Titre                                                                  | Date         | Dimensions                  | Lieu de conservation                  |
| ----- | ---------------------------------------------------------------------- | ------------ | --------------------------- | ------------------------------------- |
|       | Le Supplice de Mazeppa                                                 | 1827         | 525 × 392 cm                | Rouen, musée des Beaux-Arts           |
|       | Léopoldine Hugo à l'âge de quatre ans                                  | 1827         | 91 × 72 cm                  | Saint-Pierre-Port, Hauteville House   |
|       | La Mort de Bailly                                                      | 1831         | 420 × 522 cm                | Compiègne, musée Antoine-Vivenel      |
|       | L'Assassinat du duc d'Orléans par le duc de Bourgogne                  | vers 1833    | 216 × 251 cm                | Troyes, musée Saint-Loup              |
|       | Charles V le Sage                                                      | 1835         | 65 × 54 cm                  | Versailles, musée national du château |
|       | Scène de théâtre                                                       | 1834-1836    | 16 × 22 cm                  | Gray, musée Baron-Martin              |
|       | Portrait d'Honoré de Balzac                                            | 1836         | 61 × 50 cm                  | Tours, musée des Beaux-Arts           |
|       | Procession des députés des États Généraux à Versailles                 | 1836         |                             | Versailles, musée national du château |
|       | Le Roi Lear et son fou dans la tempête                                 | 1836         | 65,5 × 54,2 cm              | Paris, Petit Palais                   |
|       | Portrait d'Achille Devéria                                             | 1837 (salon) | huile sur toile 116 × 90 cm | Paris, musée du Louvre                |
|       | Victor Hugo                                                            | 1837         |                             | Paris, Bibliothèque polonaise         |
|       | Portrait de Madame Hugo                                                | 1837         | 116 × 90 cm                 | Paris, maison de Victor Hugo          |
|       | Léopoldine Hugo à 13 ans                                               | 1837         | 20 × 15 cm                  | Villequier, musée Victor-Hugo         |
|       | Portrait de Victor Hugo                                                | 1839         | huile sur toile             | Paris, maison de Victor Hugo          |
|       | Trois amours poétiques : Béatrix, Lavre, Orsolina                      | vers 1840    | 263,5 × 173,5 cm            | Toulouse, musée des Augustins         |
|       | Les Bergers de Virgile                                                 | 1845         | 232 x 325 cm                | Dijon, musée des Beaux-Arts           |
|       | Six personnages de Victor Hugo                                         | 1853         |                             | Dijon, musée des Beaux-Arts           |
|       | Les Âmes du purgatoire                                                 | 1850         |                             | Paris, église Saint-Roch              |
|       | Les Âmes délivrées                                                     | vers 1855    |                             | Paris, église Saint-Roch              |
|       | Portrait d'Adélaïde Boulanger                                          | 1858         | 100 × 81 cm                 | Paris, musée du Louvre                |
|       | Le marchand de lacets                                                  | 1863         | 65 x 55 cm                  | Dijon, musée des Beaux-Arts           |
|       | Les Truands ou vive la joie                                            | 1866         | 100 x 132 cm                | Dijon, musée des Beaux-Arts           |
|       | Vertus civiques esquisse pour la mairie du 13e arrondissement de Paris | 1878         | huile sur toile             | Petit Palais                          |
|       | Cérémonie du Mariage dans l'Antiquité                                  | 1879         | huile sur toile             | Mairie du 13e arrondissement, Paris   |
|       | Portrait présumé de Léopoldine Hugo                                    |              | 24,5 × 19 cm                | Dijon, musée Magnin                   |
|       | Portrait d'une femme âgée                                              |              | 54,5 × 44,5 cm              | Paris, musée du Louvre                |
|       | Femme mauresque                                                        |              | 40 × 29 cm                  | Lyon, musée des Beaux-Arts            |
|       | Portrait d'Auguste Maquet                                              |              | 117 × 90 cm                 | Versailles, musée national du château |
|       | La Liberté, allégorie des journées de 1830 (esquisse)                  |              | 80 × 64 cm                  | Paris, musée Carnavalet               |
|       | Le Martyre de saint Laurent                                            |              |                             | Paris, église Saint-Laurent           |
|       | Les Anges nourrissant la Sainte Famille                                |              |                             | Sens, cathédrale Saint-Étienne        |

## Exposition
Entre le 10 novembre 2022 et le 5 mars 2023, l'exposition « Louis Boulanger, peintre rêveur » lui est consacrée à la maison de Victor Hugo (Paris),.